# Rede aérea

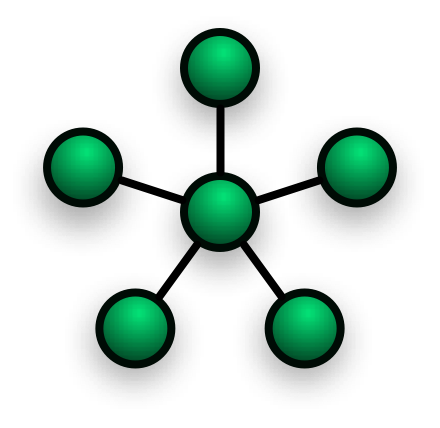
Fig.1 - Exemplo característico do diagrama de uma rede aérea com um hub central

O transporte aéreo teve um crescimento bastante acentuado nas últimas décadas. A tecnologia tem melhorado, o que origina uma redução nos custos relacionados com o transporte aéreo. As mudanças técnicas na infra-estrutura dos transportes aéreos, como a introdução de novos sistemas de controlo de tráfego aéreo e navegação são um exemplo dessa inovação. Com a implementação destas medidas é necessária uma reformulação e uma integração entre os sistemas de modo a estabelecer uma estrutura fiável. A rede aérea torna-se então crucial no desenvolvimento e estabilidade dos transportes aéreos (Ecmt, 2005, p. 9).
A definição de rede aérea engloba duas vertentes bastante importantes. Por um lado, existe uma componente espacial baseada em estudos teóricos usando medidas de dispersão. Por outro lado, existe uma componente temporal, recentemente introduzida por alguns autores literários , que é definida como um elemento crucial na caracterização de redes aéreas (Burghouwt, 2007, p. 7).
A combinação destas duas componentes explica como a rede aérea é projectada e caracterizada.

## Caracterização

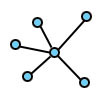
Fig.2 - Rede com um hub central

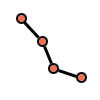
Fig.3 - Rede ponto a ponto

A aproximação à teoria dos grafos foi amplamente utilizada durante as décadas de 1960, 1970 e 1980, e tinha como objetivo estudar as características espaciais das redes. Um grafo representa uma versão abstracta de uma rede. A teoria dos grafos tem um efeito bastante importante na concepção e metodologia na análise das redes aéreas. Muitos estudos utilizam a teoria dos grafos aquando da análise de redes aéreas e de aviação (Burghouwt, 2007, p. 7).
O desenvolvimento das redes aéreas não é simples de realizar pois existem múltiplas decisões a tomar aquando do planeamento de uma rede aérea. Existe, além disso, outro factor importante que é a formação estratégica, que não é um processo totalmente racional e analítico. A intuição, criatividade, paradigma da organização, e até a sorte desempenham um papel importante na formação de estratégias por parte das organizações. Os factores mais importantes que afectam a dimensão espacial e temporal das redes aéreas são (Burghouwt, 2007, p. 18):
- Definir se a rede é centralizada no espaço ou não;
- A relação entre entre as dimensões temporal e espacial.

Os factores fundamentais para a configuração de redes aéreas podem-se, então, agregar em quatro grupos (Burghouwt, 2007, p. 18):
- O tipo de transporte aéreo;
- As redes económicas;
- Factores-chave nos nós das linhas aéreas;
- A dependência do caminho no desenvolvimento de redes aéreas.

### Sustentabilidade
Ao longo do tempo têm surgido problemas relativamente à sustentabilidade dos sistemas de transporte, nomeadamente o aéreo. Este facto proporcionou uma vasta gama de interpretações, na maioria dos casos associada à emissão de gases para a atmosfera e ao ruído. Paralelamente, os custos relativos a danos ambientais e sociais não são contabilizados na prática, apenas nos estudos académicos. Sendo assim, os principais responsáveis pela sustentabilidade das redes de transporte aéreo são os seguintes (Janic, 2007, p. 8):
- Organizações internacionais de cooperação;
- Empresas internacionais de aviação;
- Operadores de sistemas de transporte aéreo – aeroportos, controladores de tráfego aéreo e companhias aéreas;
- Fabricantes aeroespaciais;
- Organizações não-governamentais;
- Utilizadores;
- Organizações de pesquisa científicas.

### Centralização
A maior parte das redes aéreas utiliza sistemas centralizados. Estes sistemas possuem algumas características (Holloway, 2003, p. 386-387):
- Conectividade – os sistemas centralizados dispõem de melhor conectividade entre as redes, e por consequência uma melhor cobertura do mercado. Qualquer número de pontos pode ser ligado a partir de um centro, através de poucas partidas;
- Factores de carga – Quanto maior for a taxa de chegadas a um determinado ponto, melhor será a capacidade de suportar os voos que partem;
- Custos de transferência de passageiros de múltiplas origens para múltiplos destinos diminui com a utilização deste tipo de rede.

### A questão ambiental
Muitos problemas ambientais têm origem na forma como a energia é utilizada. Este facto implica que as fontes de energia tornam-se poluentes quando são convertidas em energia mecânica e utilizadas nas áreas para as quais são necessárias. Uma dessas áreas são os sistemas de transporte aéreo. A energia obtida a partir dos combustíveis, juntamente com a infraestrutura e pessoal empregado representa o input para o processo económico que visa satisfazer as necessidades de procura.  A poluição ocorre em todos os estágios deste processo, influenciando o efeito de estufa e consequentemente o clima muda a um nível global, causando problemas ambientais. Outro problema grave ocorre aquando da construção das infraestruturas de apoio, pois a população local pode ver-se privada da sua fauna e flora local. Os efeitos globais são causados essencialmente pela natureza dos serviços de transporte aéreo (aumento dos voos de longo curso). A quantificação e avaliação entre os efeitos que provocam benefícios e os custos de impacto dos sistemas de transporte aéreo no ambiente e na sociedade é um dos principais problemas. Para melhor compreensão é necessário estimar alguns factores que podem ser decisivos na escolha a adoptar (Janic, 2007, p. 105):
- Tipo e quantidade de emissões poluentes;
- Concentração espacial e temporal;
- Danos provocados para a saúde pública;
- Custos de prevenção.

A identificação e quantificação de emissões nocivas é possível utilizando a informação sobre as operações e tecnologias dos sistemas de transporte aéreo (Janic, 2007, p. 105).

## Sistemahub-and-spoke

Fig.4 - Exemplo de sistema hub-and-spoke

Em 1978, o governo americano tomou iniciativas com vista a estimular a concorrência e a expansão dos transportes aéreos. Estas iniciativas passaram por desregulamentar as empresas aéreas, revolucionando toda a logística associada ao transporto aéreo. Surge então um aumento das rotas hub-and-spoke e a diminuição das ligações ponto-a-ponto. O termo hub-and-spoke tem a sua origem nos vários raios de uma bicicleta que aponta na direcção do seu eixo central. Nas rotas hub-and-spoke as empresas aéreas escolhem uma determinada cidade para ser o centro de distribuição dos seus voos, fazendo com que os passageiros mudem de avião no aeroporto seleccionado como hub. Para além do aumento da rede aérea, as rotas hub-and-spoke permitiram o aumento do número de frequências para um determinado destino, pois as aeronaves permanecem mais tempo no ar (Soutelino, 2006, p. 3).

### Especificações de umhub
A escolha de um hub por parte de uma empresa é feita com base em vários factores. A procura económica e geográfica a que cada zona está sujeita tem extrema importância na escolha do hub (Soutelino, 2006, p. 5).
A maioria dos hubs pode ser definida como o centro de operações da principal companhia aérea de um país. Esta companhia, terá o benefício de absorver a maior parte dos passageiros provenientes dos voos de longo curso para os voos domésticos no pais onde o hub está sediado. As empresas constituem alianças, por forma a partilhar o tráfego de passageiros provenientes de outras companhias aéreas. Outro aspecto importante é a optimização das rotas das cidades próximas para o hub. Isto leva a que o tráfego de passageiros se concentre maioritariamente no hub para que possa depois ser distribuído pelos respectivos destinos .
Um exemplo de um hub bem projectado é o hub de Frankfurt, Alemanha. Este aeroporto é o que melhor traduz o sistema de rotas hub-and-spoke devido à combinação da localização geográfica, o perfeito sistema de rotas e o alto preço nas tarifas (Soutelino, 2006, p. 6):
- Localização geográfica – permite ao aeroporto ser um dos pontos de entrada da Europa, recebendo um elevado tráfego de passageiros ;
- Sistema de rotas perfeito – constituído pela integração entre os voos de longa distância e de pequena distância.

### Classificação
De acordo com a FAA (Federal Aviation Authority), os hubs podem ser classificados de acordo com o número de passageiros por ano (Soutelino, 2006, p. 7):
| Tipo de hub | Número de passageiros em conexões            |
| Grande      | Mais do que 7.102.993 passageiros por ano    |
| Médio       | De 1.775.748 a 7.102.992 passageiros por ano |
| Pequeno     | De 355.150 a 1.775.747 passageiros por ano   |
| Non-Hub     | De 10.001 a 355.149 passageiros por ano      |

### Vantagens
O sistema hub apresenta várias vantagens em relação aos sistemas que operam ponto a ponto (Soutelino, 2006, p. 7-8):
- A companhia aérea ganha maior poder de compra em relação à concorrência;
- Maior número de voos diretos;
- Curto tempo de conexão para voos de pequenas distâncias;
- Facilidade de transferência de voos;
- Pequena taxa de bagagens avariadas ou extraviadas.

O hub proporciona ainda a criação de novos postos de trabalho, pois são necessários um conjunto de serviços que vão desde bancos a lojas e salas de descanso (Soutelino, 2006, p. 7-8).

### Desvantagens
Apesar de ser economicamente viável, o sistema hub-and-spoke apresenta algumas desvantagens para as companhias aéreas e para os passageiros (Soutelino, 2006, p. 8-9):

#### Companhia aérea
- Colisões;
- Atrasos em cadeia;
- Tráfego aéreo;
- Congestionamentos na infra-estrutura aeroportuária;
- Custos adicionais com handling e de combustível.

#### Passageiros
- Duração da viagem;
- Desconforto gerado pela viagem.

### Custos
As redes áereas possuem custos associados, que são variáveis consoante o tipo de rede utilizado. Os custos não operacionais são os custos que não estão directamente relacionados com o transporte de passageiros e carga. Estes custos podem variar de empresa para empresa, dependendo das actividades de cada empresa. Os custos operacionais advêm da produção e venda dos outputs relativos ao transporte aéreo. Estes custos operacionais podem ser indirectos ou directos. Os custos operacionais indirectos são independentes da utilização de uma frota de transportes aéreos. Os custos operacionais directos são largamente dependentes do tipo de aeronave utilizado na frota aérea e da maneira como estas aeronaves são utilizadas. Contudo, existe outro tipo de distinção entre os custos operacionais directos (Holloway, 2003, p. 273):
- Custos produtivos – incluem custos associados à manutenção, taxas relativas aos aeroportos e combustíveis;
- Custos associados ao tráfego – incluem operações de catering, documentação das cargas, comissões de agências de viagens e taxas associadas ao transporte de passageiros.

É importante ainda realçar que as diferentes companhias aéreas possuem diferentes custos estruturais. Os custos operacionais directos podem contabilizar cerca de oitenta por cento dos custos totais de uma companhia aérea (Holloway, 2003, p. 275).

## Performancedos sistemas de transporte aéreo

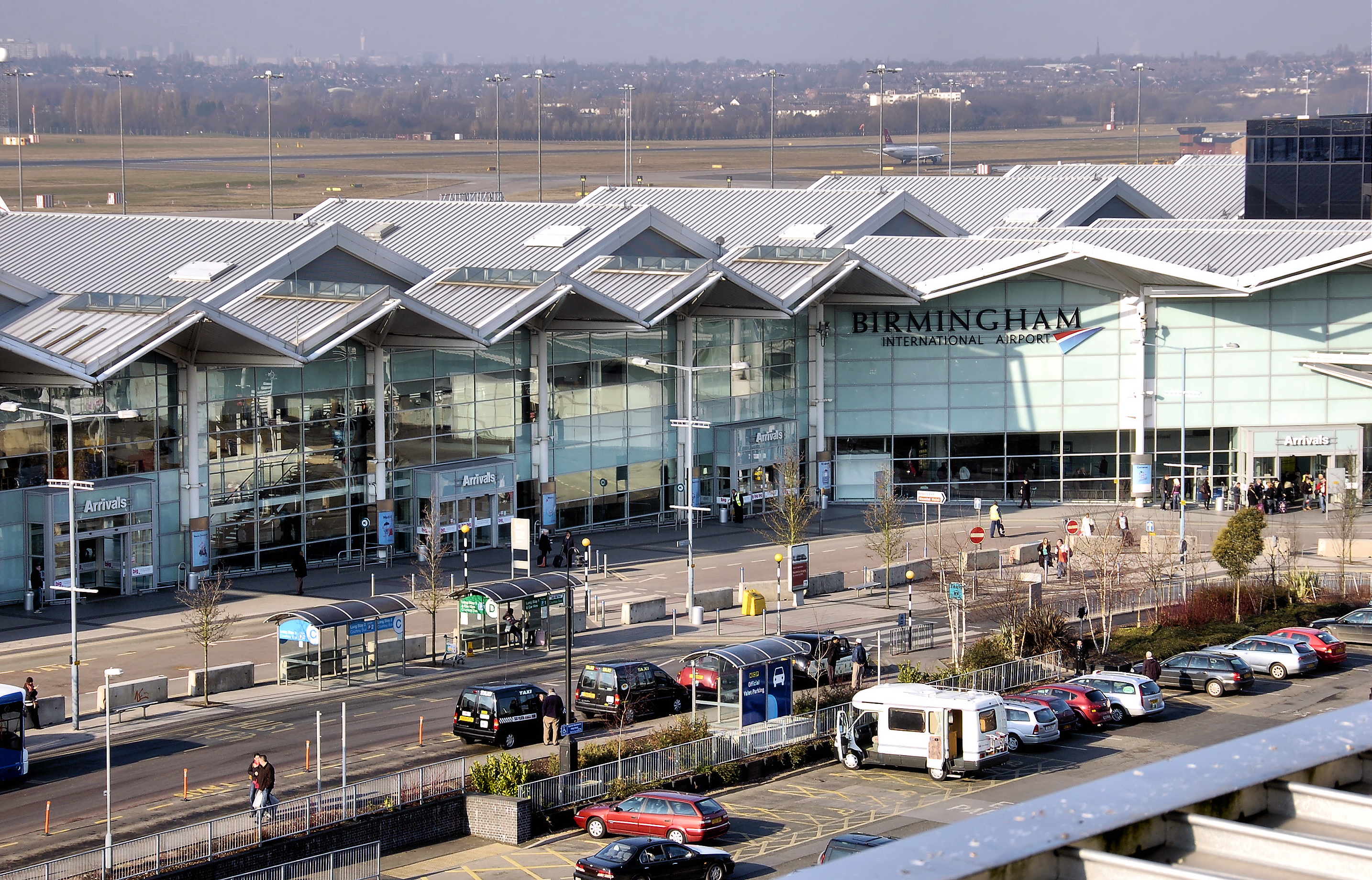
Fig.5 - Aeroporto de Birmingham, Inglaterra

As performances dos sistemas de transporte aéreo são agrupadas em seis classes distintas, sendo elas (Janic, 2007, p. 19):
- Tecnológica;
- Operacional;
- Económica;
- Social;
- Ambiental;
- Institucional.

O facto de se focalizar mais nas performances tecnológica e operacional, faz com que se perceba melhor a relação entre as causas e consequências, pois cada categoria de performance pode ser causa ou consequência ao mesmo tempo. Esta esquematização é suficientemente genérica, pelo que pode ser aplicada a outros modos de transporte. A performance tecnológica diz respeito às principais características técnicas dos componentes do sistema ( veículos, infra-estruturas e tráfego aéreo). As características do veículo aéreo incluem a tecnologia relativa à potência do motor, consumo de combustível, emissão de agentes poluentes devido à combustão e o ruído provocado. O número de veículos de cada tipo, bem como as tecnologias empregues nos motores, sua utilização e proporção também podem ser categorizados em diferentes níveis, consoante o objectivo da análise que se pretende efectuar (Janic, 2007, p. 19).
A frota, normalmente constituída por diferentes tipos de aeronaves que são classificadas segundo a sua capacidade de utilização de passageiros e carga, constitui a principal questão. O largo custo da rede aérea leva a que se utilize redes aéreas globais, suportadas pelas diferentes rotas aéreas que variam em distância e capacidade de utilização. Estas redes requerem um desenvolvimento das diferentes tipos de aeronaves por forma a satisfazer a procura de uma forma eficiente e efectiva (Janic, 2007, p. 31).

### Planeamento de rotas
Existem dois tipos de planeamento de rotas: o planeamento estratégico e o planeamento táctico. O planeamento estratégico é feito com base em futuras calendarizações que podem ir desde poucos meses até alguns anos, dependendo da política das companhias aéreas. Têm como objectivo responder às mudanças verificadas no ambiente empresarial e operacional. O planeamento estratégico foca-se nas mudanças a curto prazo efectuadas na calendarização e nas rotas. Este planeamento é feito através da monitorização constante e permanente dos mercados, investidores e operações. Este pensamento estratégico engloba a adição ou subtracção de voos por forma a se regular com as necessidades vigentes no mercado (Bazargan, 2004, p. 32).
Por forma a optimizar uma rede aérea, é necessário maximizar a combinação entre a oferta de voos e a procura dos passageiros pelos mesmos. Os voos de uma companhia aérea estão relacionados entre si, pois a alteração na programação de um voo afecta os restantes voos. A programação de um voo é feita com base na concentração no preço e no produto, a oferta das companhias aéreas concorrentes e a causalidade entre o aumento da oferta e o aumento da procura. A programação de um voo está, assim, relacionada com o planeamento corporativo da companhia aérea por forma a satisfazer as suas estratégias. Deve-se ter em atenção as metas orçamentais e a participação no mercado. Esta programação deve ser tão objectiva quanto possível para que a frota da empresa não seja mal dimensionada. Se esta medida não for adoptada, corre-se o risco de não haver aeronaves suficientes para satisfazer a procura ou então o excesso de voos programados resultará numa utilização ineficaz da frota e subsequente prejuízo financeiro (Lessa et al., 2001, p. 1-2).

### Objectivos
A programação de voos visa criar um equilíbrio entre a óptica comercial e as outras áreas associadas, por forma a optimizar a rede aérea. Este equilíbrio deve ser estabelecido tendo em conta as operações financeiras e técnicas. Assim é possível estabelecer uma lista de objectivos a definir (Lessa et al., 2001, p. 2-3):
- Satisfação do cliente – são necessárias informações sobre o cliente para satisfazer as necessidades dos passageiros. O plano de programação deve satisfazer os requisitos dos passageiros;

- Produtividade dos recursos humanos – a mão-de-obra deve ser dimensionada de forma a não ocorrer subutilização da mesma. Os custos operacionais associados à tripulação devem ser optimizados.

- Elevada utilização da frota aérea – uma aeronave só é lucrativa quando se encontra em movimento. Os custos indirectos de operação de uma aeronave são fixos, portanto, quanto maior for a utilização da aeronave, menores serão os custos indirectos por total de horas em que a aeronave está a ser operada.

- Elevadas taxas de ocupação – Deve tentar-se atingir um equilíbrio entre o nível de tráfego disponível e o nível de capacidade oferecida. As companhias aéreas pretendem alcançar elevadas taxas de ocupação, mas tendo o cuidado de não estabelecer essas taxas a um nível muito elevado sob o risco dos passageiros optarem por outra alternativa;

- Alta frequência – por forma a obter quotas significativas de mercado é importante estabelecer uma alta frequência de voos, mas tendo o cuidado de manter o equilíbrio com o nível de capacidade oferecido em cada rota;

- Maximização das conexões – deve se tentar optimizar as conexões de passageiros nas duas extremidades de cada rota. Para isso é necessário a elaboração de nós de conexão. Através de relatórios de movimento de aeroportos, é possível observar quais os voos que chegam e partem de uma determinada localidade.

### Restrições
Existem dois tipos de restrições associada à programação de voos (Lessa et al., 2001, p. 4).

#### Externas
Nas restrições externas existem os problemas de slot, ou seja, restrições quanto aos horários de partida e chegada de aeronaves. Outra restrição importante são os night curfews, em que os aeroportos fecham ou reduzem o tráfego durante o período nocturno. Nesta situação o programador de voo não deve programar descolagens ou aterragens durante este período. As regulamentações do sector e os acordos de pools/joint-ventures também constituem restrições externas à programação de voos (Lessa et al., 2001, p. 4).

#### Internas
Os requisitos de manutenção, em que cada tipo de aeronave tem uma programação especifica de manutenção e os planos de contingência são exemplos deste tipo de restrição. Nos planos de contingência é importante elaborar planos para manter a pontualidade do restante planeamento. No caso de surgir um imprevisto existem aeronaves que ficam em reserva. Esse nível de reserva é afectado pela situação financeira da companhia, as condições e a idade da sua frota (Lessa et al., 2001, p. 4).

### Calendarização
No desenvolvimento de uma calendarização, pode-se considerar quatro grandes fases e as decisões a tomar em cada uma delas. Esta calendarização não é genérica, podendo sofrer alterações, dependendo da política da companhia. Essas fases são (Bazargan, 2004, p. 32-33):
- Planeamento a longo prazo;
- Evolução no mercado;
- Optimização do calendário;
- Tarefas calendarizadas.

No planeamento a longo prazo são abordados temas como a diversidade da frota aérea, a protecção dos terminais aéreos ou sua eventual mudança e a perspectiva dos aeroportos possuírem instalações adequadas. Na evolução do mercado são analisados o tempo de serviço para cada mercado, a política de preços a adoptar e até prever o comportamento dos concorrentes, podendo-se formar alianças entre as empresas. Na optimização do calendário é importante definir as capacidades da mão-de-obra e a evolução das instalações, bem como atribuir cada a cada voo, uma aeronave. Nas tarefas calendarizadas importa definir quais são as tarefas de manutenção, os tempos de chegada dos voos e as tarefas do pessoal envolvido. Estas fases podem durar entre um e quatro meses ( tarefas calendarizadas ) ou mais de sessenta meses ( planeamento a longo prazo ). A construção da calendarização dos voos torna-se então a base para todas as outras operações (Bazargan, 2004, p. 32-33).

#### Partilha decódigo

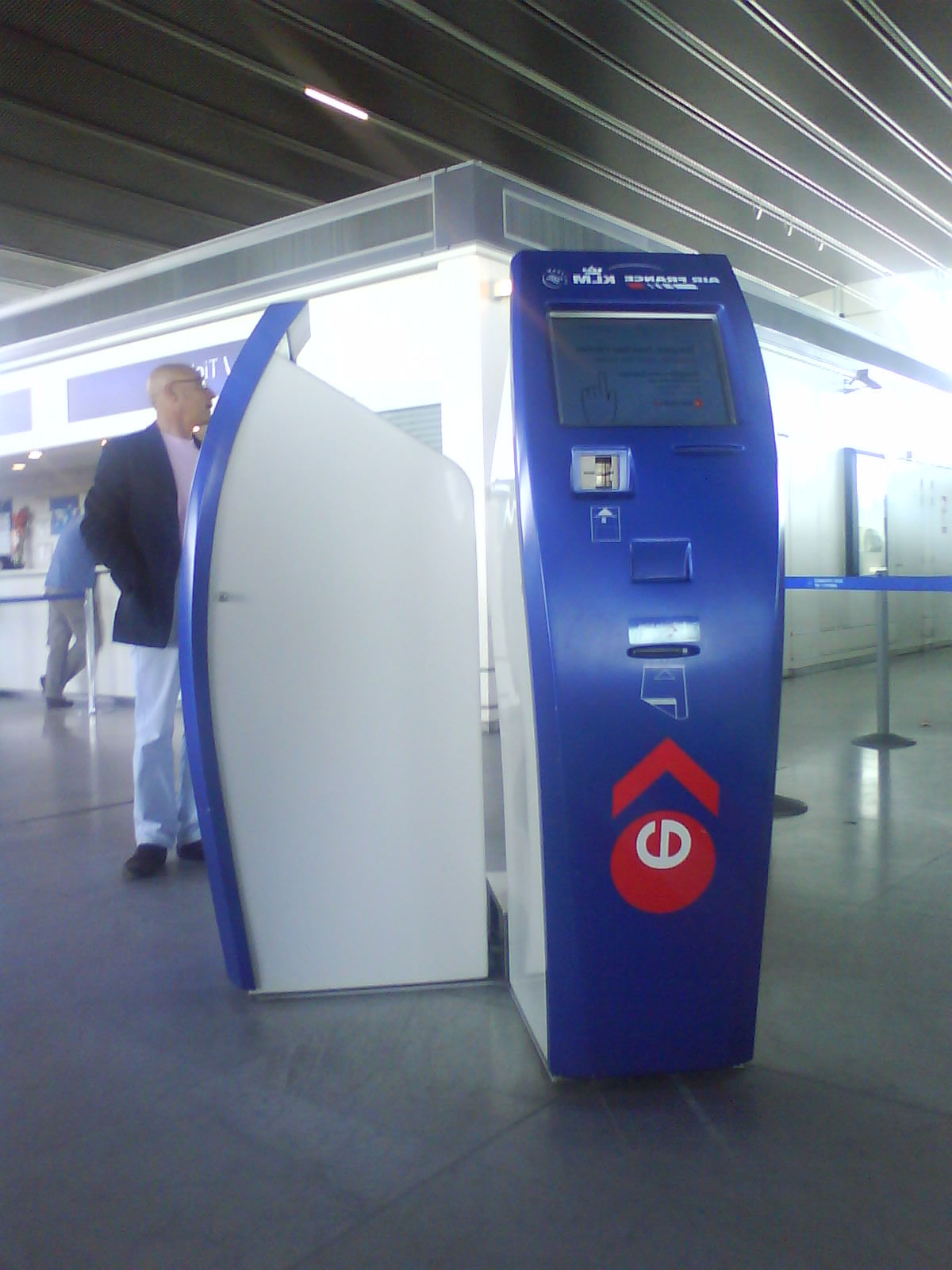
Fig.6 - Exemplo de sistema de reserva

A partilha de código, em inglês code-sharing, é um termo referido a duas companhias aéreas, normalmente uma companhia grande e outra regional, que partilham o mesmo registo de identificação na calendarização das actividades aéreas. Através da partilha de código com uma companhia pequena, é possível à companhia maior planificar voos a uma escala maior e expandir o seu mercado a um custo menor. Os acordos para partilha de código variam imenso e podem incluir acordos de marketing e outras áreas, entre as companhias regionais e as companhias grandes. Contudo, a interdependência entre as companhias é unilateral, pois as maiores companhias tornam-se menos dependentes das pequenas, que por sua vez se tornam mais dependentes das grandes companhias (U.S.Congress, 1988, p. 33).

#### Sistemas de reserva
Os sistemas computadorizados de reserva, em inglês Computerized Reservation Systems (CRS), são mecanismos que mostram os preços e as vagas, para que seja possível aos operadores efectuarem as reservas sem problemas. São poderosas ferramentas de marketing, pois a maioria das reservas é feita através deste sistema. As companhias aéreas tem inúmeras vantagens económicas pois  este sistema é programado para seleccionar os voos consoante a sua disponibilidade (U.S.Congress, 1988, p. 33-34).

### Estratégia
Os principais parâmetros definidos numa estratégia de redes aéreas são (Holloway, 2003, p. 394):
- O posicionamento do produto no mercado e a estratégia competitiva a utilizar;
- A regulação dos mercados que afecta o acesso ao mercado e aos outputs;
- Os requisitos das entidades reguladoras nacionais.

## Marketing
A indústria aérea tem estratégias de marketing bem definidas que passam por compreender as necessidades dos clientes. Existe uma série de estratégias que as empresas aéreas podem seguir por forma a serem bem sucedidas. É importante escolher apenas uma estratégia a adoptar, proceder à sua correcta implementação e adaptá-la a longo prazo. Existem vários tipos de estratégia que se podem seguir, apresentando as suas vantagens e desvantagens respectivamente. Segundo Michael Porter, professor de Harvard, existem cinco itens estratégicos a considerar (Shaw, 2004, p. 74):
- Competitividade entre as empresas;
- Substituição da empresa;
- Entrada de novas empresas;
- O poder dos consumidores;
- O poder dos fornecedores.